# Ото Йон
Ото Йон (на немски: Otto John) е германски юрист, участвал в опита за убийство на фюрера Адолф Хитлер от 20 юли 1944 г. Той е най-известен със спорното си емигриране в Източна Германия през 1954 г., което се тълкува като предателство или отвличане.

## Биография
Ото Йон е роден в Марбург. Получава докторска степен по право от университета в Марбург. Той се жени за Луси Манен през 1949 г.
Йон участва в заговора от 20 юли 1944 г. за убийството на Адолф Хитлер, за който брат му Ханс Йон е екзекутиран. По това време Йон работи като адвокат в адвокатската кантора на Дойче Луфтханза в Мадрид и използва контактите си, които прави с британското разузнаване, за да избяга в Англия от екзекуция. В Англия работи за служба за немски език на Би Би Си и в черна пропаганда в The Rookery, Apsley Guise, и за Soldatensender Calais.
След войната помага на британските власти да категоризират степента на нацистката идеология на немските военни водачи и се явява като свидетел на Нюрнбергските процеси за военни престъпления. По време на процеса срещу Ерих фон Манщайн, той работи като преводач.
На 4 декември 1950 г. е назначен за президент на Западногерманската федерална служба за защита на Конституцията (Bundesamt für Verfassungsschutz). Назначението му е против волята на канцлера Конрад Аденауер, но е подкрепен от британските официални лица.
На 20 юли 1954 г., след церемония по почитане на заговорниците от 1944 г., Ото Йон изчезва. Той се появява три дни по-късно в Източен Берлин, заявявайки, че е решил да се премести в ГДР и критикува политиката на Аденауер за ремилитаризация и интеграция в Западния блок, което според него възпрепятства обединението на Германия. Той също така критикува назначаването на бивши нацисти на високи постове, като Теодор Оберлендер и Райнхард Гелен.
От август до декември е разпитван от КГБ в Москва, преди да се върне в Източен Берлин, където възобновява критиките си към Западна Германия като говорител. През това време е наблюдаван от службата за сигурност на Източна Германия - Щази.
На 12 декември 1955 г. Йон бяга в Западна Германия, където незабавно е арестуван. Тогава вече твърди, че заминаването му в Източен Берлин не е било доброволно, а че е бил отвлечен от КГБ. Тъй като неговите обяснения не са достоверни, той е обвинен в предателство и осъден на 4 години лишаване от свобода, но е освободен на 28 юли 1958 г. Йон изразява горчивина, че в съда, който го е признал за виновен, има съдии, които са били там и по времето на режима на Хитлер.
Ото Йон умира през 1997 г. в санаториум в Инсбрук, след като от години се опитва да получи реабилитация за осъждането в предателство.